# Walter C. Willett
Walter Churchill Willett (* 20. Juni 1945 in Hart, Michigan) ist ein amerikanischer Arzt, Epidemiologe und Ernährungswissenschaftler, Frederick Stare Professor of Nutrition an der Harvard Medical School und bis 2017 Vorstand am Harvard School of Public Health, Department of Nutrition.

## Arbeit
Willetts Spezialgebiet ist die Erforschung der Zusammenhänge zwischen menschlichen Ernährungsgewohnheiten und der Entstehung von Krankheiten und hat auf diesem Gebiet neben mehr als 1000 wissenschaftlichen Aufsätzen das Lehrbuch Nutritional Epidemiology (1998) publiziert. Seine Erkenntnisse und Empfehlungen sind auch in populärwissenschaftlicher Literatur veröffentlicht, u. a. in dem 2001 erschienenen Bestseller Eat, Drink and be Healthy: The Harvard Medical School Guide To Healthy Eating.
Willett ist Koautor der Nurses’ Health Study und der Health Professionals Follow-up Study, zweier Langzeituntersuchungen zu den gesundheitlichen Folgen der menschlichen Ernährungsgewohnheiten.

## Positionierung zur Supplementierung
Gemeinsam mit den Wissenschaftlern Bruce Ames, Joyce McCann und Meir Stampfer schrieb Willett 2007 einen offenen Brief an das American Journal of Clinical Nutrition, in dem die NIH-Entscheidung kritisiert wird, bei Nahrungsergänzungsmitteln zur gesundheitlichen Prävention nur noch Wirksamkeitsnachweise anzuerkennen, die auf randomisierten, kontrollierten Studien (RCTs) basieren. Die Autoren befürworten eine generelle Empfehlung der NIH zur Supplementierung, auch ohne solche Wirksamkeitsnachweise. Nahrungsergänzungsmittel seien billig, verfügbar und ungiftig, somit mindestens „eine gute Versicherung“.

## Auszeichnungen
Willett ist der weltweit meist zitierte Ernährungswissenschaftler. Für seine Arbeit wurde Willett mehrfach ausgezeichnet, u. a. mit dem „American Cancer Society Cancer Prevention Award (1994)“, dem „Distinguished Achievement Award“ der American Society for Preventive Oncology (1996), dem „International Award for Modern Nutrition“ (1997). und dem „Charles S. Mott Prize“ (2001).

## Akademischer Werdegang
- 1970 Abschluss des Medizinstudiums (M.D.) an der University of Michigan Medical School
- 1973 Abschluss des Masterstudiums (M.P.H) an der Harvard School of Public Health (HSPH)
- 1980 Promotion (Dr.P.H) in Epidemiologie an der HSPH
- 1991 Vorstand des Department of Nutrition an der HSPH
- 1992 Professor an der Harvard Medical School

## Publikationen
- Nutritional Epidemiology 1998 ISBN 0-19-512297-6
- Eat, Drink and be Healthy: The Harvard Medical School Guide To Healthy Eating 2005 ISBN 0-684-86337-5
- Eat, Drink, and Weigh Less 2007 ISBN 1-4013-0892-9
- The Fertility Diet 2008 ISBN 0-07-149479-0
- Über 1.000 wissenschaftliche Aufsätze[8]